# Fast yellow AB
Fast yellow AB is een synthetische gele azokleurstof. Chemische gezien is het een natriumzout van een sulfonzuur.

## Toepassingen
In levensmiddelen was het gebruik als kleurstof tot 1984 toegestaan als E-nummer E105. Nu is het zowel in Europa als in de Verenigde Staten verboden omdat gebleken is dat de stof schadelijk is voor de gezondheid.
In cosmetica gebruikt is de INCI-code CI13015.